# Cmentarz Białoprądnicki
Cmentarz Białoprądnicki – parafialny cmentarz położony w północnej części Białego Prądnika w Krakowie, przy ul. Piaszczystej.

## Historia
Cmentarz założony został w 1932 roku i przeznaczony dla tej odległej części parafii św. Krzyża. W ówczesnych czasach jego powierzchnia wynosiła ok. 1,5 hektara.
Spoczywała tutaj Matka Paula (Zofia Tajber) – założycielka żeńskiego Zgromadzenia Sióstr Najświętszej Duszy Chrystusa Pana, posiadających w pobliżu swój generalny dom zakonny. Została ona jednak przeniesiona na teren klasztoru w roku 1994.
Na cmentarzu zbudowano i oddano do użytku jesienią 2006 kaplicę, w której odprawiane są nabożeństwa pogrzebowe.

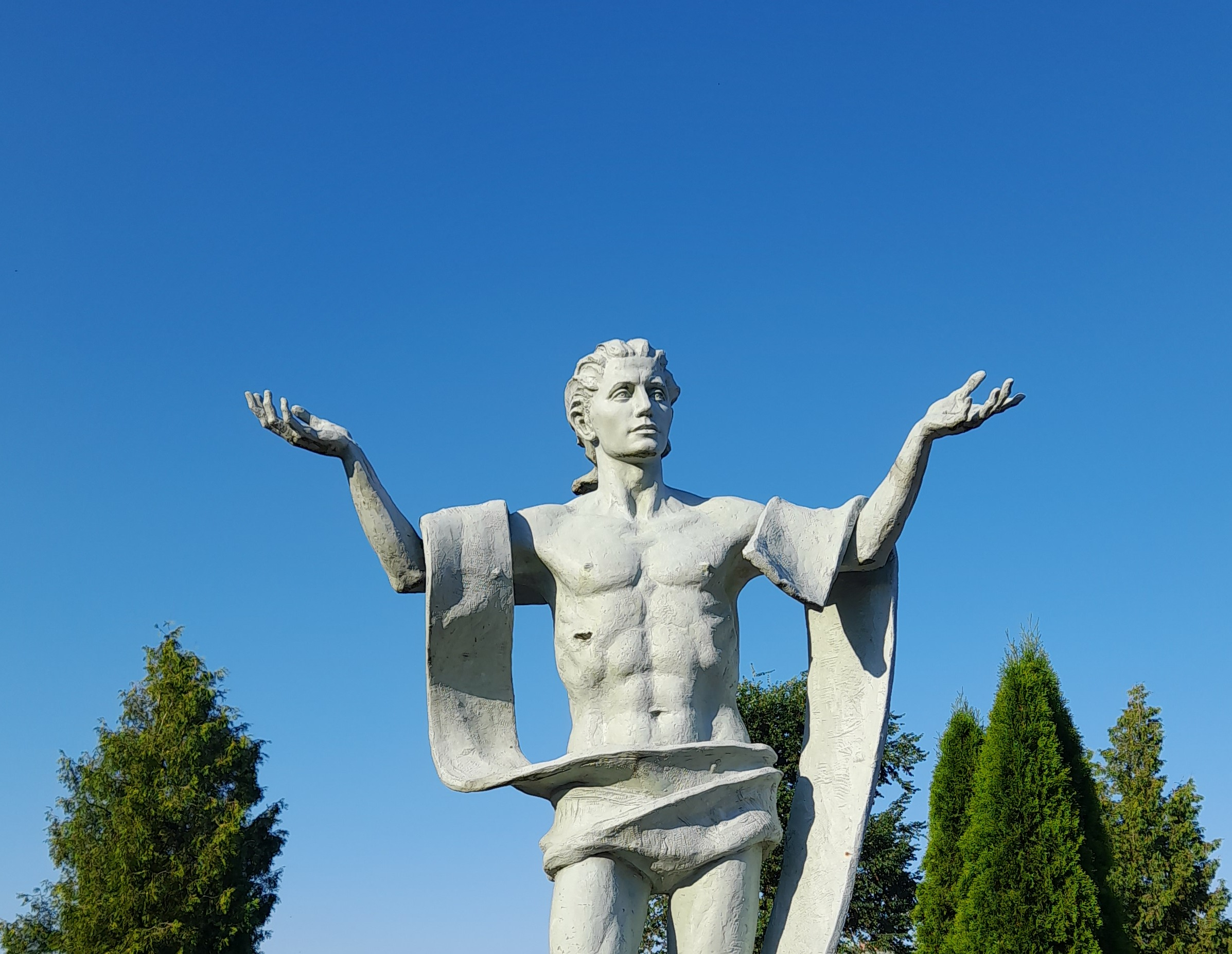
figura Chrystusa na Cmentarzu Białoprądnickim